# Радиальная скорость
Радиа́льная ско́рость (в астрономии — лучева́я ско́рость) — проекция скорости точки (на рисунке — A) на прямую (OA), соединяющую её с выбранным началом координат (O).

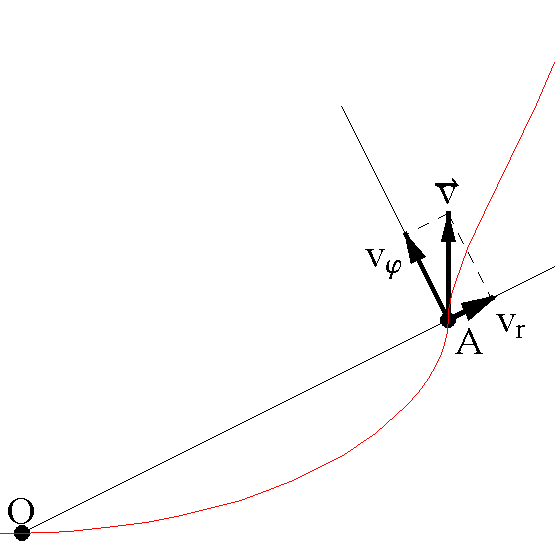

В цилиндрической (и полярной) и сферической системах координат — одна из компонент скорости (другая компонента — азимутальная (трансверсальная) скорость).
Таким образом, она является обобщённой скоростью в этих системах координат.
По определению, радиальная скорость является скаляром и находится по формуле:
{\displaystyle v_{r}={\vec {v}}\cdot {\vec {e}}_{r}},
где {\displaystyle {\vec {e}}_{r}={\frac {\vec {r}}{\left|{\vec {r}}\right|}}} — орт радиус-вектора.
При этом полная скорость складывается из радиальной и азимутальной частей:
{\displaystyle {\vec {v}}=v_{r}\cdot {\vec {e}}_{r}+{\vec {v_{\phi }}}}.
Если выразить в координатах, то радиальная скорость всегда равна
{\displaystyle v_{r}={\frac {dr}{dt}}={\dot {r}}}
Если взять одну из двух точек за начало координат, то радиальная скорость будет определять скорость сближения (если {\displaystyle v_{r}<0}), либо скорость отдаления (если {\displaystyle v_{r}>0}) этих точек друг от друга. Согласно этому в астрономии, где началом отсчёта (точкой, где находится наблюдатель) до настоящего времени является Земля, лучевая скорость определяется как скорость объекта (обычно — астрономического) в направлении луча зрения. Эта величина поддаётся измерению с учётом эффекта Доплера. Например, спектр с высоким разрешением позволяет сравнить измеренные длины волн известными спектральными линиями и определить красное смещение {\displaystyle z}, вместе с ним и лучевую скорость {\displaystyle cz}, где {\displaystyle c} — скорость света.